# Dorymyrmex agallardoi
Dorymyrmex agallardoi — вид мурашок підродини Dolichoderinae.

## Поширення
Вид є ендеміком Чилі.